# Déclaration (informatique)
Pour les articles homonymes, voir Déclaration.
En programmation informatique, la déclaration permet d'indiquer au compilateur l'existence d'une entité informatique (variable, routine, etc.) , en spécifiant:
- son identifiant;
- son type de données (dans le cas d'un langage de programmation typé);
- l'identifiant et le type de données de chaque paramètre (dans le cas d'une routine d'un langage de programmation typé).

Avec certains langages de programmation, notamment le langage C/C++, il est nécessaire de déclarer les entités informatiques avant de pouvoir les utiliser.

## Déclaration et définition
Il faut bien différencier la déclaration et la définition. La déclaration ne fait qu'indiquer l'existence d'une entité informatique sans la créer alors que la définition l'instancie, c'est-à-dire qu'elle la crée. Par exemple, l'implémentation d'une routine est sa définition.
|          | Déclaration                       | Définition                                               |
| -------- | --------------------------------- | -------------------------------------------------------- |
| Variable | int var;                          | var = 7;                                                 |
| Fonction | int Somme ( int Var1, int Var2 ); | int Somme ( int Var1, int Var2 ) { return Var1 + Var2; } |

Dans certains langages de programmation, tel que le langage C/C++, la définition inclut la déclaration, ce qui signifie que la présence de la définition dans une unité (module) d'un programme permet d'y omettre la déclaration.

## Précision du type de l'entité informatique dans la déclaration
Une déclaration (et par conséquent une définition) comporte souvent un type ; c'est le type retourné par l'entité informatique. Voici par exemple la définition d'un entier, valable dans plusieurs langages de programmation :
```
int
 
i
;

```

Dans d'autres langages, le type n'a pas besoin d'être précisé ; il sera déterminé en fonction de l'initialiseur de la variable. Par exemple, avec C++1x, cette instruction définit une variable de type caractère :
```
auto
 
c
 
=
 
'.'
;

```

Ce concept s'appelle l'inférence de types.

## Liste de déclarations
Il est souvent possible de déclarer plusieurs variables en une seule instruction. Par exemple, en langage C :
```
int
 
i
,
 
j
;

```

Leur type doit alors être commun (ici entier).